# Camponotus rufigaster
Camponotus rufigaster är en myrart som beskrevs av Menozzi 1928. Camponotus rufigaster ingår i släktet hästmyror, och familjen myror. Inga underarter finns listade.